# 大維塞洛克
49°50′9″N 37°52′58″E / 49.83583°N 37.88278°E
大維塞洛克（烏克蘭語：Великий Виселок）是位於烏克蘭東部的村莊，由哈爾科夫州庫皮揚斯克區的德沃里奇纳市镇負責管轄。該村始建於1725年，面積0.48平方公里，海拔高度138米，2001年人口344，人口密度每平方公里0.48人。